# Johann Spenner
Johann Spenner, também Johann Spender (falecido a 5 de dezembro de 1503), foi um prelado católico romano que serviu como bispo auxiliar de Colónia (1482–1503).

## Biografia
Nascido em Marburgo, Johann Spenner foi nomeado sacerdote da Ordem dos Frades Menores. No dia 4 de novembro de 1482, foi nomeado Bispo Auxiliar de Colónia e Bispo Titular de Cirene durante o papado de Sisto IV. A 18 de novembro de 1482, foi consagrado bispo por Stefan Teglatije, arcebispo de Bar, na igreja de Santa Maria dell'Anima em Roma, tendo Giuliano Maffei, bispo de Bertinoro, servindo como co-consagrador. Serviu como Bispo Auxiliar de Colónia até à sua morte a 5 de dezembro de 1503.